# Al Martino
Al Martino właściwie Alfred Cini (ur. 7 października 1927 w Filadelfii, Pensylwania, zm. 13 października 2009 w Springfield, Pensylwania) – amerykański piosenkarz i aktor.
Syn włoskich imigrantów z Abruzji. Wystąpił m.in. w filmach Ojciec chrzestny (1972) i Ojciec chrzestny III (1990) jako Johnny Fontane. Nagrał również szereg piosenek szczególnie popularnych w latach 50. XX wieku w Stanach Zjednoczonych.
Zmarł 13 października 2009 w domu rodzinnym w Springfield w stanie Pensylwania. Miał 82 lata. 

## Dyskografia
- 1959: Al Martino
- 1960: Swing Along With Al Martino
- 1962: The Exciting Voice of Al Martino
- 1962: The Italian Voice of Al Martino
- 1963: When Your Love Has Gone
- 1963: I Love You Because
- 1963: Painted, Tainted Rose
- 1963: Love Notes
- 1963: Sings Great Italian Love Songs
- 1964: A Merry Christmas
- 1964: I Love You More and More Every Day/Tears and Roses
- 1964: Living a Lie
- 1965: My Cherie
- 1965: Somebody Else is Taking My Place
- 1965: We Could
- 1966: Spanish Eyes
- 1966: Think I'll Go Somewhere and Cry Myself to Sleep
- 1966: This is Love
- 1967: Daddy's Little Girl
- 1967: This Love for You
- 1967: Mary in the Morning
- 1968: Love is Blue
- 1968: This is Al Martino
- 1968: Wake Up to Me Gentle
- 1969: Jean
- 1969: Sausalito
- 1970: Can't Help Falling in Love
- 1970: My Heart Sings
- 1972: Love Theme from 'The Godfather'
- 1972: Summer of '42
- 1973: Country Style
- 1974: I Won't Last a Day Without You
- 1975: To the Door of the Sun
- 1976: In Concert: Recorded With the Edmonton Symphony Orchestra (live)
- 1976: Sing My Love Songs
- 1978: The Next Hundred Years
- 1978: Al Martino Sings
- 1978: Al Martino
- 1982: All of Me
- 1990: Quando,Quando, Quando
- 1991: Al Martino: In Concert
- 1993: The Voice to Your Heart
- 2000: Style
- 2006: Come Share the Wine
- 2011: Thank You

## Filmografia
- Ojciec chrzestny (1972)
- Ojciec chrzestny III (1990)